# Шугозеро (посёлок)
Шуго́зеро — посёлок в Тихвинском районе Ленинградской области, административный центр Шугозерского сельского поселения. Расположен на Шугозере.

## Название
Происходит от названия озера, на котором расположен посёлок — Шугозеро, которое имеет финно-угорское происхождение. «Šuh» — «шуга», означает мелкий лёд на поверхности воды весной, во время таяния льда на реках и озёрах.

## История
Ранее на месте посёлка располагались два погоста — Малый и Большой Шугозерские. В Большом Шугозерском погосте находилась деревянная церковь Преображения Господня 1785 года постройки и 37 десятин земли, в Малом Шугозерском погосте — деревянная церковь Преображения Господня 1721 года постройки и 63 десятины земли.

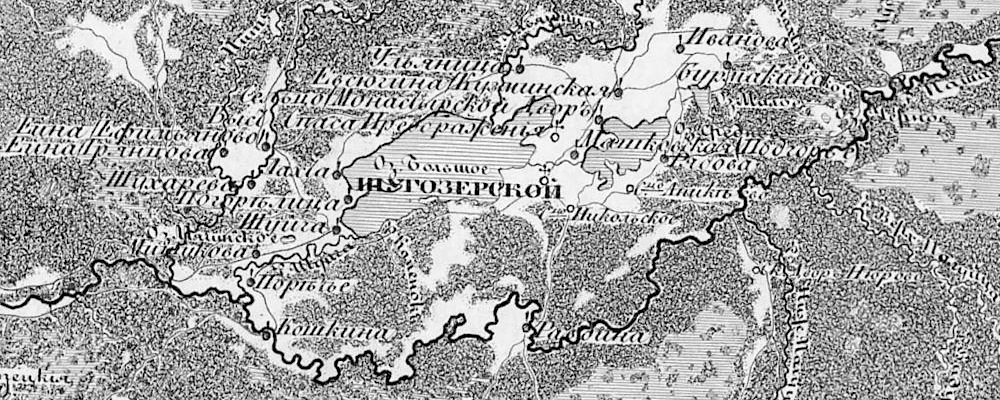
Шугозерский погост на семитопографической карте Новгородской губернии 1847 года

БОЛЬШЕШУГОЗЕРСКИЙ (Спасо-Преображенский) — погост. Строений — 12, в том числе жилых — 4. Число жителей по приходским сведениям 1879 г.: 8 м. п., 9 ж. п.

МАЛОШУГОЗЕРСКИЙ — погост. Строений — 2, в том числе жилых — 2. Число жителей по приходским сведениям 1879 г.: 2 м. п.

Погосты административно относились к Кузьминской волости 2-го земского участка 2-го стана Тихвинского уезда Новгородской губернии.

БОЛЬШЕ-ШУГОЗЕРСКИЙ (Спасо-Преображенский) — погост, число дворов — 4, число домов — 4, число жителей: 2 м. п., 4 ж. п.; Церковь. Смежен с дер. Машковская. 

МАЛОЕ ШУГОЗЕРЬ — погост, число дворов — 3, число домов — 5, число жителей: 5 м. п., 8 ж. п.; Церковь. Уездная земская больница. Квартира фельдшера. (1910 год)

По сведениям на 1 января 1913 года в Больше-Шугозерском погосте было 8 жителей, в Мало-Шугозерском погосте — 18.
С 1917 по 1918 год деревня Шугозеро входила в состав Кузьминской волости Тихвинского уезда Новгородской губернии.
С 1918 года в составе Череповецкой губернии.
С 1924 года в составе Капшинской волости.
С 1927 года в составе Кузьминского сельсовета, административный центр Капшинского района.
В качестве районного центра посёлок был образован на месте бывшей усадьбы помещика Левского. Посёлок формировался в результате объединения нескольких отдельных населённых пунктов. Это сохранилось в названии его частей: Посёлок леспромхоза, ОРС (отдел рабочего снабжения), Посёлок РИК (районного исполнительного комитета), Промкомбинат и Рябово.
| Внешние изображения | Внешние изображения                       |
| ------------------- | ----------------------------------------- |
|                     | Земли посёлка Шугозеро на карте 1932 года |

По данным 1933 года село Шугозеро являлось административным центром Капшинского района Ленинградской области.
В 1961 году население села Шугозеро составляло 1990 человек.
С 1963 года в составе Кузьминского сельсовета Тихвинского района.
По данным 1966 года село Шугозеро являлось административным центром Кузьминского сельсовета Тихвинского района.
По данным 1973 года посёлок Шугозеро являлся административным центром Кузьминского сельсовета, в посёлке располагалась центральная усадьба совхоза «Шугозеро».
По данным 1990 года в посёлке Шугозеро проживали 2616 человек. Посёлок являлся административным центром Шугозерского сельсовета Тихвинского района в который входил 21 населённый пункт: деревни Андронниково, Анхимово, Бурмакино, Ивановское, Кильмуя, Кошкино, Кузьминка, Макарьино, Мишуково, Мошково, Нюрево, Олешково, Погорелец, Поречье, Самара, Селище, Сельцо, Тимошино, Ульяница, Шуйга; посёлок Шугозеро, общей численностью населения 3475 человек.
В 1997 году в посёлке Шугозеро проживали 2554 человека, в 2002 году — 2423 человека (русские — 95 %), посёлок являлся административным центром Шугозерской волости.
Численность населения в 2007 году составляла 2490 человек, в 2010 году — 2060, в 2012 году — 2368, в 2025 году — 1751 человек .

## География
Посёлок расположен в северо-восточной части района на автодороге 41К-946 (Озровичи — Пашозеро — Шугозеро — Ганьково) в месте примыкания к ней автодорог 41К-885 (Шугозеро — Никульское) и 41К-889 (Шугозеро — Заречье).
Расстояние до районного центра — 66 км.
Расстояние до ближайшей железнодорожной станции Тихвин — 68 км.
К северу от посёлка находятся озёра: Малое озеро, Среднее озеро и озеро Шугозеро, к югу — протекает река Паша.

## Демография
| 1939 | 1959  | 2007  | 2010  | 2017  |
| ---- | ----- | ----- | ----- | ----- |
| 2152 | ↘1990 | ↗2490 | ↘2060 | ↗2167 |

### Национальный состав
Согласно данным Всероссийской переписи населения 2021 года в посёлке проживали 1766 человек, из них:
 русские — 1674 (поморы — 1), вепсы — 23, украинцы — 16, белорусы — 9, узбеки — 7, кабардинцы — 5, азербайджанцы — 4, таджики — 3, казахи — 2, татары — 2, грузины — 1, немцы — 1, персы — 1, туркмены — 1, чуваши — 1, другие национальности — 2 человека, остальные национальность не указали.

## Инфраструктура
Двухэтажная больница, детский сад, средняя общеобразовательная школа, лесной центр, Дом культуры, стадион с искусственным покрытием.
Действующая православная церковь, а также крупнейшая на востоке Ленинградской области община баптистов.

## Культура
17 июня 2012 года в посёлке прошёл первый областной праздник вепсской культуры «Vepsän purde» — «Вепсский родник».

## Достопримечательности
В окрестностях посёлка находятся курганы XI века, относящиеся к приладожской курганной культуре.

## Религиозные здания
- Церковь Преображения Господня, 1721 года постройки, деревянная, утрачена в 1930 году[24].
- Церковь Казанской иконы Божией Матери, 2005 года постройки, деревянная, действующая[25].
- Часовня Казанской иконы Божией Матери, 2006 года постройки, деревянная, действующая[26].

## Фото

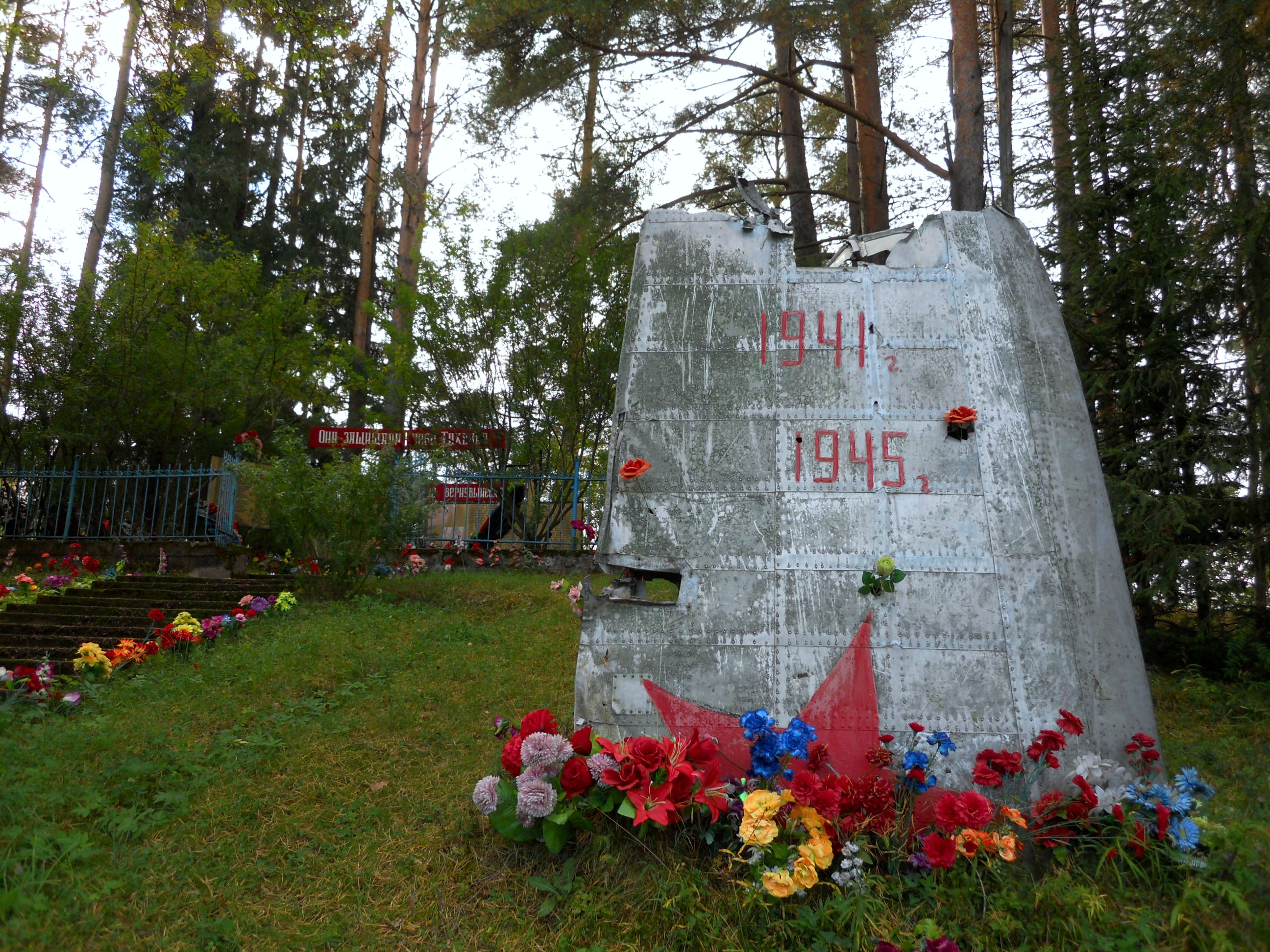
Воинский мемориал в Шугозере. 2014 год
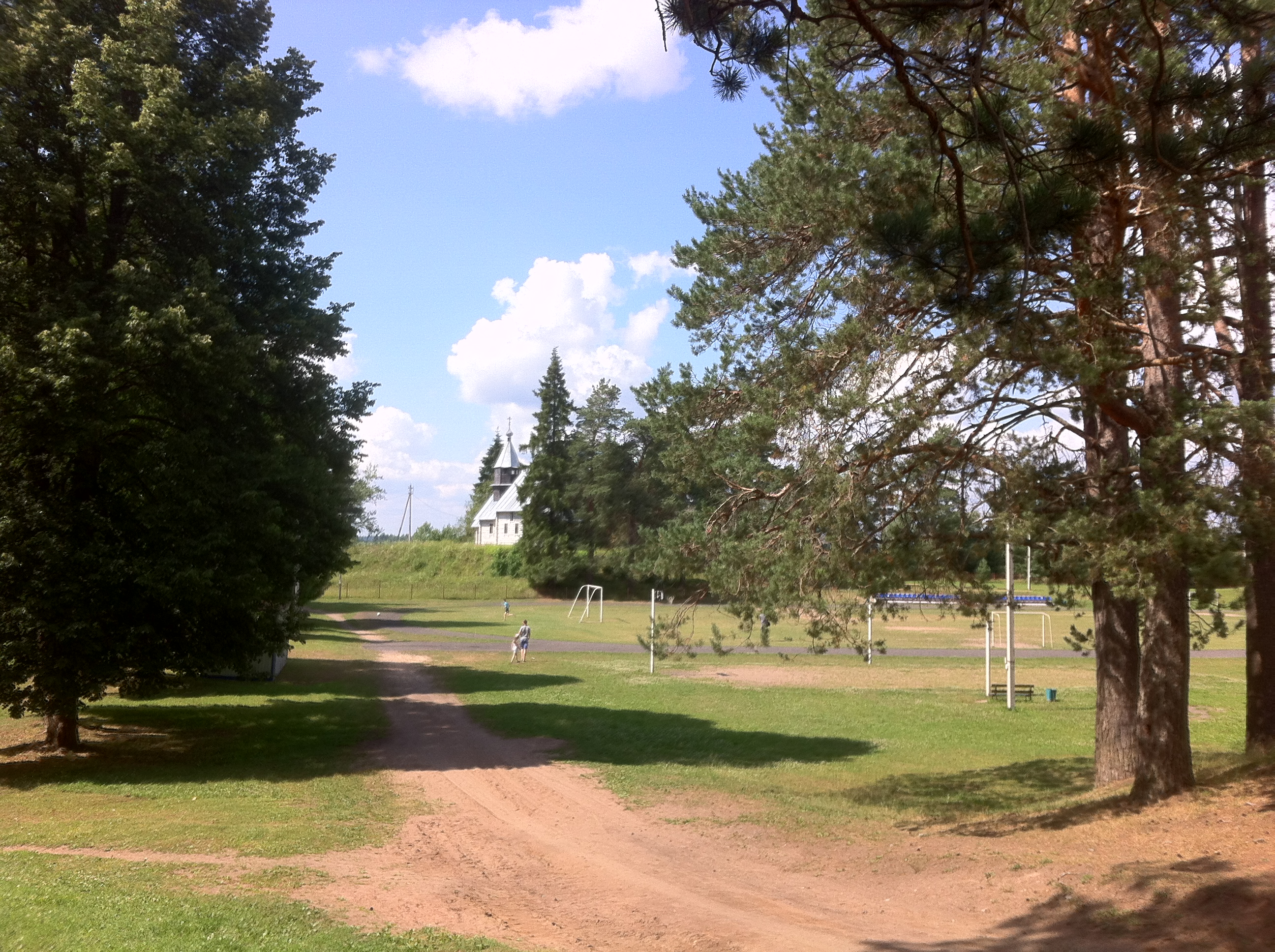
Стадион в Шугозере. 2016 год

## Улицы
Больничная, Заводская, Исполкомовская, Капшинская, Ключевая, Колхозная, Коммунальная, Коммунальный переулок, Комсомольская, Красноармейская, Кузнечная, Кузнечный переулок, Лесная, Лиственная, Механизаторов, Набережная, Нагорная, Озёрная, Октябрьская, Песочная, Пионерская, Полевая, Пролетарская, Просёлочная, Северная, Советская, Тихвинская, Тихвинский переулок, Школьная, Южная.